# Olimpiski

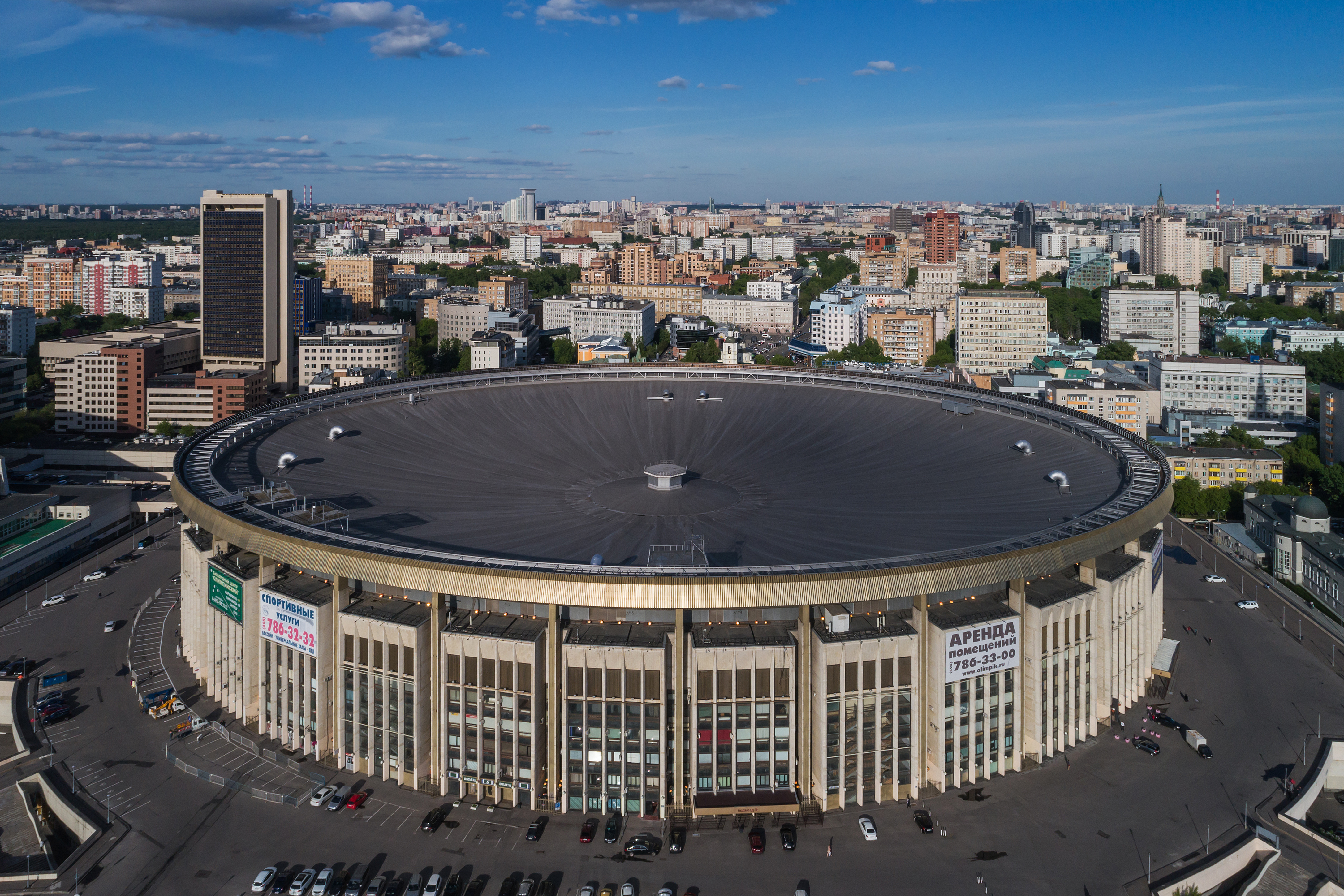

O Estádio Olímpico, é um ginásio multi-uso com o nome Olimpiski. Está localizado em Moscou, na Rússia e possui capacidade de público atual ,variando de 10.000 e 16.000 espectadores. Para grandes eventos de massa, como shows, pode abrigar até 25 mil pessoas.
Entre muitos eventos internacionais que já abrigou, destaca-se os o torneios de basquetebol e boxe ,nos Jogos Olímpicos de Verão de 1980 e a final da Copa Davis.
Até 2019, foi palco do Kremlin Cup, torneio de tênis tanto para o ATP de Moscou quanto para o WTA de Moscou.
A partir de 2020, foi parcialmente demolido para a construção de um novo complexo.

## Festival Eurovisão da Canção 2009
- O Olimpiisky Indoor Arena sediou o Festival Eurovisão da Canção 2009.